# خروس‌کلی سیه‌چهره
خروس‌کُلی سیه‌چهره یا خروس‌کُلی آهنگر (نام علمی: Vanellus armatus) نام یک گونه از سرده خروس‌کلی‌ها است.